# Eberfisch (Wappentier)
Der Eberfisch ist in der Heraldik ein Wappentier. Dieses in Wappen selten vorkommende Tier gehört zu den Fabelwesen und ist ungleich dem real existierenden Eberfisch.
Im Wappen wird das Vorderteil der Wappentieres Eber, Vorderbeine mindestens sichtbar vorhanden, mit einem Fischschwanz ergänzt. Der nach rechtssehend aufgerichtete Eber hat als Hinterteil einen aufwärts gebogenen Fischschwanz. Durch die Seltenheit sind für diesen Eberfisch keine besonderen Festlegungen vorhanden. Die Farbgebung sollte immer den allgemeinen heraldischen Regeln und die Orientierung den bekannten fischgeschwänzten Tiere in der Heraldik entsprechen. In älteren heraldischen Schriften werden Tiere mit Fischschwanz auch Mörwurm genannt.